# Stevonnie
Stevonnie ( /stəˈvɒni/ stə-VON -ee) es un personaje ficticio que aparece en las series animadas Steven Universe y Steven Universe Future, creadas por Rebecca Sugar. Una "fusión" del protagonista Steven Universe y su amiga Connie Maheswaran, Stevonnie tiene la apariencia de una persona joven adulta de aspecto andrógino. Introducida por primera vez en el episodio "Alone Together", Stevonnie sólo aparece ocasionalmente en la serie   y una vez en la serie de epílogo limitado, Steven Universe Future.

## Personaje
Uno de los conceptos centrales de Steven Universe es un proceso denominado "fusión", en el que dos o más personajes gemas se fusionan en un ser físicamente más grande y más fuerte. Los escritores del programa utilizan la fusión como metáfora de una variedad de tipos de intimidad y relaciones.El episodio "Alone Together", transmitido por primera vez el 15 de enero de 2015, se centra en la primera experiencia del protagonista Steven con la fusión mientras baila con su amiga Connie.
Steven y Connie se identifican como hombre y mujer respectivamente (aunque algunos han interpretado a Steven como de género fluido),  pero el género de Stevonnie es difícil de describir. La creadora de Steven Universe, Rebecca Sugar, respondió a una pregunta sobre el género de Stevonnie (si Stevonnie es agénero, bigénero o algo más) afirmando que "¡Stevonnie es una experiencia! La relación viva entre Steven y Connie". Sugar describió a Stevonnie como una metáfora compleja y específica con la que se puede identificar a medida que toma forma en la forma de un personaje único. Además de desafiar las normas de género, como dijo Sugar, Stevonnie sirve como metáfora de las "primicias aterradoras en una primera relación", la sensación de llegar a la pubertad y la cosificación. Esto también lo reflejó Ian Jones Quartey, quien también calificó a Stevonnie como una experiencia.

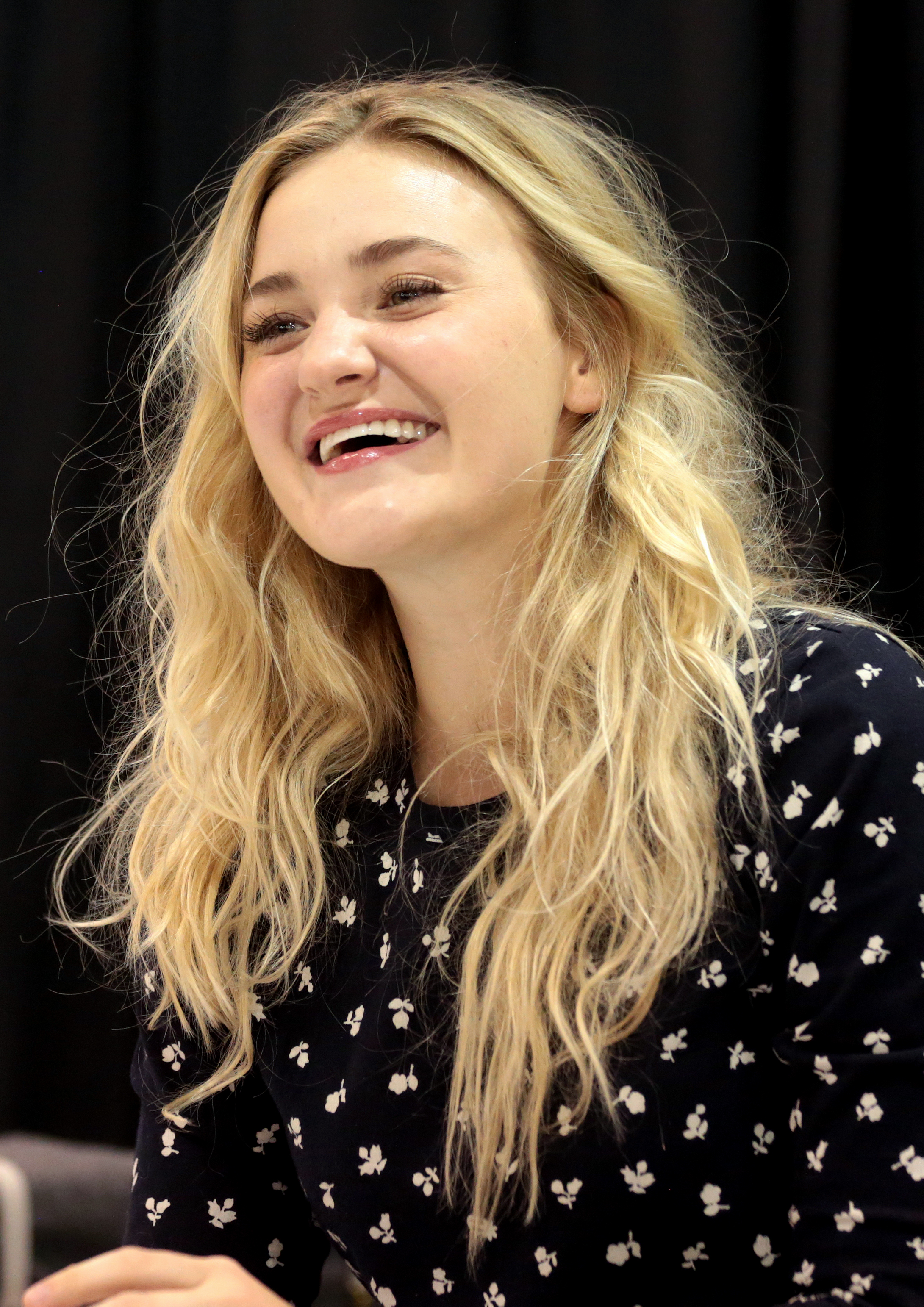
Stevonnie tiene la voz de la actriz y música AJ Michalka.

Se hace referencia a Stevonnie usando los pronombres They/Them (equivalentes al pronombre «elle» en español), y tanto los personajes masculinos como femeninos parecen sentirse atraídos físicamente por Stevonnie. En un anuncio de servicio público de 2019 sobre autoestima y redes sociales patrocinado por Dove, Stevonnie muestra un perfil de Instagram que se describe como intersexual y de no binarios.

## Apariciones
Stevonnie apareció sólo ocasionalmente en episodios de Steven Universe. En "Alone Together", Steven y Connie se fusionan por primera vez, y Stevonnie disfruta de las capacidades de su nuevo cuerpo antes de sufrir un ataque de ansiedad en una fiesta y defenderse de los avances no deseados de Kevin, un adolescente arrogante. Otros episodios en los que Stevonnie desempeña un papel protagónico incluyen el episodio de la tercera temporada "Beach City Drift", en el que desafían a Kevin a una carrera de autos; el episodio de la cuarta temporada " Mindful Education", en el que Garnet les enseña meditación de atención plena para lidiar con emociones difíciles; y "Jungle Moon" de la quinta temporada, en la que queda varade en un planeta alienígena. También aparece en dos episodios al final de la quinta temporada del programa.
En un cómic de marzo de 2017 (escrito por Melanie Gillman y dibujado por Katy Farina y Whitney Cogar), Stevonnie va con el personaje secundario Kiki Pizza a su fiesta de graduación escolar. En el baile, Stevonnie sufre otro ataque de ansiedad, después del cual Steven y Connie discuten si le están mintiendo a Kiki sobre su identidad.
Además, Stevonnie es un personaje jugable en el videojuego Steven Universe: Save the Light,  en el juego Brawlhalla, donde eran un personaje cruzado,  y apareció en un episodio de Steven Universe Future, "Bismuth Casual".  Stevonnie también apareció en un cómic de 2020 diseñado por Cartoon Network y la Coalición Nacional de Justicia Negra que destacó "el poder y la importancia de respetar la identidad de género mediante el uso de pronombres de género". 

## Impacto
Meredith Woerner de io9 describió a Stevonnie como un "personaje que cambió las reglas del juego" para Steven Universe, quien obtuvo una fuerte reacción de los fanáticos de la serie.  Escribiendo para Towleroad.com, Charles Pulliam-Moore afirmó que Stevonnie profundizó la forma en que los espectadores entendían algunos de los personajes principales de Steven Universe. Carli Velocci, que escribe para Polygon, comentó que Stevonnie es una metáfora positiva del consentimiento, en un contexto completamente no sexual. Greta Christina de AlterNet señaló que Steven y Connie continuaron comunicándosentre sí durante la primera experiencia como Stevonnie, que describió como "un ejemplo asombroso de consentimiento activo y continuo".  Vrai Kaiser de The Mary Sue dijo sobre el personaje que "hay pocas cosas más refrescantes que ver a los medios infantiles reconocer que sentir emociones negativas es parte de la vida. Tomando un rumbo no muy diferente a Inside Out, el programa utiliza una metáfora visual para lidiar con emociones complejas e intangibles."
Steven Universe también tiene una cantidad significativa de representación LGBT, con múltiples personajes femeninos que muestran una atracción romántica entre sí. La apariencia de Stevonnie, y Steven Universe en general, han sido parte de una tendencia hacia una mayor visibilidad LGBTQ en las series de televisión animadas desde 2010. Como personaje queer, Stevonnie sigue este mismo movimiento y ha alentado a las personas a ser más abiertas sobre su género.
En una entrevista del 5 de agosto de 2020 con Paper Magazine, Sugar explicó que su objetivo era crear un "gran" personaje no binarie cuya existencia no sea una broma y a quien el público esté emocionado de ver. Señaló que, dado que el programa es desde el punto de vista de Steven, Stevonnie se convierte en el personaje principal siempre que Stevonnie existe. Por lo tanto, el espectador puede "experimentar el punto de vista de un personaje de género no binario que es el personaje principal del programa", pidiéndoles que se pongan "en el lugar de esta persona", ya sea disfrutando de la vida, viviendo aventuras o cosas similares, pero también cuando están siendo acosados o "experimentando pánico".